# 하자르 에르귀츨뤼
하자르 에르귀츨뤼(튀르키예어: Hazar Ergüçlü, 1993년 1월 1일 ~ )는 터키, 키프로스의 배우이다.